# Resurrezione (romanzo)
Resurrezione (Воскресенье, Voskresen'e) è un romanzo di Lev Tolstoj scritto a Jasnaja Poljana tra il 1889 e il 1899. Il romanzo ha avuto numerosi adattamenti, musicali, per il grande schermo e per la televisione.

## Contesto

### L'ispirazione da un fatto di cronaca
Il tema fu suggerito a Lev dall'amico e giurista Anatoly F. Koni il quale gli raccontò un fatto reale ovvero la storia di una ragazza di 16 anni che, rimasta orfana, venne ospitata in casa di parenti. Qui, sedotta da un giovane appartenente a quel ramo familiare, una volta scoperta la gravidanza, venne scacciata dalla benefattrice ed abbandonata dall'uomo.
Rimasta senza mezzi e dopo alcuni infruttuosi tentativi di guadagnare onestamente, la ragazza iniziò a prostituirsi e fu successivamente arrestata per furto. Nella corte penale che doveva giudicarla, sedeva tra i giurati questo stesso giovane. La coincidenza lo mise in estrema angoscia, ed egli cercò un modo per riparare al fatto, portandolo alla decisione di sposarla e così fece, nonostante la condanna a quattro mesi di reclusione. La ragazza purtroppo morì di tifo, dopo poco, ancora incarcerata.

### L'ispirazione autobiografica
(da Resurrezione)
Resurrezione ha anche connotati autobiografici. Come Nechljudov, lo scrittore si era interessato, da giovane, a migliorare le condizioni dei contadini della sua tenuta, ma questi si erano mostrati diffidenti e avevano rifiutato le sue proposte. Inoltre, prima del matrimonio, Tolstoj aveva sedotto una cameriera che viveva in casa di una sua zia; la ragazza era poi stata scacciata e «si era persa».
In quello stesso periodo giovanile, Tolstoj aveva avuto un figlio (che non aveva accettato di riconoscere) da una contadina sposata. Il riscatto interiore vissuto da Nechljudov è ovviamente lo stesso che Tolstoj aveva ricercato nella propria vita con la sua conversione morale.

### La sovvenzione dei doukhobors
Tolstoj iniziò a scrivere questo libro nel tentativo di raccogliere la maggior quantità possibile di denaro per aiutare la migrazione dei Doukhobors in Canada in quanto in rotta con il potere zarista e la chiesa ortodossa. Lo stesso Tolstoj cercò di trovare fondi per il loro trasferimento (circa 8000 anime) e successivamente optò per creare un romanzo le cui vendite potessero sovvenzionare tale opera. La scelta cadde su questo progetto che Tolstoj fino ad allora aveva tenuto in un cassetto.
L'uscita del suo terzo grande romanzo creò una grandissima aspettativa in tutto il mondo. Pare che Tolstoj avesse ottenuto, in anteprima sulla pubblicazione dell'opera da parte della rivista Niva, la cifra di 12000 rubli. È da notare come, dopo la pubblicazione di Anna Karenina, Tolstoj avesse deciso, in seguito alla propria conversione morale, di pubblicare tutto senza ricevere diritti d'autore (attualmente si direbbe in copyleft).
In seguito alla scelta di farsi pagare (per sovvenzionare la migrazione dei Doukhobors), in contrasto con la rinuncia precedente (espressa sul quotidiano Russkie vedomosti e Novoe Vremja, in cui dichiara di aver rinunciato ad ogni diritto d'autore sulle opere posteriori al 1881), si produssero una quantità di copie e traduzioni "pirata" del romanzo che crearono non pochi imbarazzi a Tolstoj.

## Trama
Un giovane ufficiale rispettato, il principe Nechljudov, ritorna per un po' di tempo alla vita civile nella ricca provincia natale, nei pressi di Nižnij Novgorod. Egli conduce una vita piacevole tutta dedita alle riunioni sociali con le sue variegate conoscenze; è imminente d'altronde il suo matrimonio, organizzato con una giovane di nobili natali, e con serenità pensa al brillante futuro che gli spetta facendo la carriera militare. Proprio durante il suo soggiorno cittadino viene chiamato dal tribunale ad esercitare il proprio dovere facendo parte di una giuria popolare; ma quello che doveva passare come un semplice impegno civico, prende improvvisamente per il principe una piega del tutto inaspettata. Chiamato a decidere come membro della giuria della condanna di una prostituta, riconosce in lei la ragazza che aveva sedotto molti anni prima e poi abbandonata; dovette difatti andarsene dalla casa di Nechljudov dove lavorava come cameriera al fine di soddisfare le esigenze del loro bambino. Per poter sopravvivere diventa prostituta.
Dopo aver assistito alla sua ingiusta condanna, essendo la donna infatti stata accusata di omicidio premeditato, l'ufficiale matura la volontà di salvarla e di sposarla. Katjuša pare però rifiutare la proposta e le attenzioni del principe, il quale, divorato dal rimorso, decide di seguirla comunque ai lavori forzati in Siberia, dove è stata deportata, con l'immutato proposito di redimerla; compirà ogni sforzo per riscattare la propria colpa e riunirsi a lei. Egli assisterà infine alla "resurrezione" della ragazza, ma in maniera alquanto differente da come si proponeva; ella infatti rifiuterà di sposarlo, forse per l'amore d'un compagno di prigionia, forse perché non vuole che lui si rovini, e quindi per amor suo; comunque, come scelta di persona libera. Il giovane uomo dovrà infine aprire gli occhi alla miseria spirituale del mondo e superare l'atroce delusione nei confronti della giustizia umana; ciò si risolverà non nella società del mondo, ma nella fede. La "resurrezione" di Nechljudov passa attraverso la riunione con Cristo: leggendo, una notte, il brano del discorso della Montagna trova egli stesso, attraverso il Vangelo, la via della redenzione e un nuovo indirizzo da dare alla propria vita.

## Personaggi
Katjuša Maslova
figlia di una zingara, accolta nella casa padronale delle due vecchie zie di Dmitri e cresciuta con loro. A 16 anni s'innamora di lei proprio il giovane studente nipote delle proprietarie che, alla vigilia della sua partenza riesce a sedurla; dopo aver appreso della sua gravidanza va a partorire nella casa della levatrice del villaggio, una vedova. Il neonato viene portato all'orfanotrofio, dove però muore poco dopo il suo arrivo.
L'unico posto che la ragazza trova è nella casa del guardaboschi; la moglie di costui, però, dopo averla scoperta, la picchia ferocemente e la caccia. Trasferitasi in città, dopo diversi tentativi falliti di trovar un'abitazione, finisce in un bordello. Dopo esser stata arrestata con l'accusa d'aver avvelenato un cliente con l'intento di derubarlo, trascorre sei mesi in carcere in attesa del processo.
Dmitri Nechljudov
nobile dell'alta società, un giovane onesto e altruista, sempre pronto a dare tempo e mezzi per compiere opere buone. Raggiunta l'età adulta, essendo un entusiasta seguace del pensiero di Herbert Spencer, dà ai suoi agricoltori la proprietà ereditata dal padre in quanto crede che il possesso della terra da parte di pochi sia una cosa ingiusta.
Ma l'aver compiuto quest'atto provoca nient'altro che il rifiuto inorridito della madre e di tutta la sua famiglia, diventando argomento costante di rimprovero e ridicolizzazione da parte dei parenti nei suoi confronti; Dmitri cerca dapprima di combattere per le proprie idee, ma la lotta si rivela essere troppo dura e - non riuscendo a sopportarla - se ne va ed entra nel mondo militare.
Durante una licenza seduce la cameriera innamorata di lui l'ultimo giorno prima di partire e le offre una banconota da cento rubli, consolandosi con il fatto che "tanto lo fanno tutti". Uscito dall'esercito col grado di tenente, si stabilisce dapprincipio a Mosca ove conduce una vita oziosa da raffinato ed egoista esteta che ama solo il suo piacere, fino al momento in cui incontra nuovamente colei che aveva sedotto ed abbandonato.

## Interpretazioni
L'opera è stata scritta dall'autore quando era all'apice della fama e tormentato dai problemi dell'ingiustizia sociale, in special modo l'iniquità dei tribunali ed i tormenti inflitti ai carcerati.
Nel romanzo Tolstoj descrive l'angoscia profonda dell'uomo di coscienza (e in primo luogo dell'autore) stretto nel meccanismo della burocrazia statale, nel ferreo "ordine delle cose". Qual è la via di scampo? Un approccio radicale alla morale cristiana, intesa, quale buona novella rivolta agli ultimi della società, come iniziativa etica atta a migliorare concretamente la vita degli uomini oppressi su questa terra, nello spirito del discorso della Montagna ripetutamente citato da Tolstoj in quest'ultima sua grande fatica narrativa. Nechljudov, il protagonista del romanzo, vive le medesime rivoluzioni interiori dell'autore: l'iniziativa di donare (o meglio, "restituire") i propri possedimenti terrieri ai contadini, la volontà di rinunciare alla vita sfarzosa e mondana e di dedicare la propria esistenza al servizio dei dimenticati ed alla liberazione degli sfruttati e degli oppressi. Anche Katiuša, la figura femminile con la quale e attraverso la quale Nechljudov cerca un riscatto, compie un cammino di redenzione morale, da prostituta a sposa.
La "resurrezione" dei protagonisti avviene quindi nell'accezione metaforica di una rinascita etica, simile a quella vissuta (o perlomeno disperatamente cercata, nonostante le contrapposizioni con la moglie e i familiari) dallo stesso Tolstoj.

## Principali traduzioni italiane
- Resurrezione, versione dal russo di Augusto Carelli, Roma: Tipografia dell'Avanti, 1899
- Resurrezione: romanzo, traduzione di Nina Romanowsky, Milano: Treves, 1900
- Resurrezione: romanzo, tradotto dal russo da Sofia Puritz ed Ettore Fabietti, Firenze: A. Salani, 1901
- Resurrezione, traduzione italiana di F. Mantella-Profumi, Napoli: F. Bideri, 1907
- Resurrezione, trad. di Luigi Ermete Zalapy, Sesto San Giovanni-Milano: Barion, 1928
- Resurrezione: romanzo in tre parti, trad. di Valentina Dolghin-Badoglio, Torino: Slavia, 1928
- Risurrezione : romanzo, trad. di E. W. Foulques, Milano: Bietti, stampa 1928
- Resurrezione: romanzo in tre parti, trad. di Alfredo Polledro, Milano: Istituto Editoriale Italiano, 1947 (poi Milano : IEI, 1957; Milano: Garzanti, 1971)
- Resurrezione, trad. di Clara Coïsson, Torino: Einaudi, 1952
- Resurrezione, trad. di Clara Terzi Pizzorno, Biblioteca Universale Rizzoli, Milano: Rizzoli, 1959-1992-2003
- Resurrezione, trad. di M. Mezzadri, Milano: Lucchi, 1960
- Resurrezione: infanzia, adolescenza e taccuini, trad. di Agostino Villa, Volume IV Opere di Tolstoj, Firenze: Sansoni, 1961; Collana Classici; Roma: Newton Compton, 1995; ora in Romanzi I, Collana Radici, Milano: BUR Rizzoli, 2010, ISBN 978-88-170-4264-2.
- Resurrezione, trad. di Milli De Monticelli, Milano: Rusconi, 1965
- Resurrezione, trad. di Emanuela Guercetti, Collana I Grandi Libri, Milano: Garzanti, 1976
- Resurrezione, trad. di Maria Rita Leto e Antonio Maria Raffo, Milano: Oscar Mondadori, 1991.

## Adattamenti
Il romanzo ha avuto numerosi adattamenti sia musicali che per lo schermo e per la tv. Al cinema, ispirò alcuni film già all'epoca del cinema muto. Nel 1909 anche David Wark Griffith lo adattò in una versione con Florence Lawrence, una delle più celebri attrici dell'inizio Novecento, nel ruolo di Katiuscia.

### Versioni cinematografiche
- Voskreseniye (1909)
- Resurrection, regia di David Wark Griffith (1909)
- Katyusha, regia di Kiyomatsu Hosoyama (1914)
- Katyusha Maslova, regia di Pyotr Chardynin (1915)
- A Woman's Resurrection, regia di J. Gordon Edwards (1915)
- Resurrezione, regia di Mario Caserini (1917)
- Resurrection, regia di Edward José (1918)
- Résurrection, regia di Marcel L'Herbier (1923)
- Resurrezione (Resurrection), regia di Edwin Carewe (1927)
- Katusha (Resurrection), regia di Edwin Carewe (1931)
- Resurrección, regia di Eduardo Arozamena e David Selman (1931)
- Resurrezione (We Live Again), regia di Rouben Mamoulian (1934)
- Aien kyo, regia di Kenji Mizoguchi (1937)
- Duniya Kya Hai, regia di G.P. Pawar (1938)
- Resurrección, regia di Gilberto Martínez Solares (1943)
- Resurrezione, regia di Flavio Calzavara (1944)
- Resurrezione (Auferstehung), regia di Rolf Hansen (1958)
- Voskreseniye, regia di Mikhail Shvejtser (1960)

### Versioni operistiche
- Risurrezione di Franco Alfano, libretto di Cesare Hanau
- Vzkriesenie di Ján Cikker

### Televisione
Dal romanzo di Tolstoj sono stati realizzati da Rai 1 due sceneggiati televisivi omonimi.
- Resurrezione, diretto da Franco Enriquez (1965)
- Resurrezione, diretto dai fratelli Taviani (realizzato nel 2001, trasmesso da Rai 1 il 14 e 15 gennaio 2002)